# باولا ماليا
باولا ماليا (بالإسبانية: Paula Malia)‏ هي ممثلة ومغنية إسبانية، ولدت يوم 26 سبتمبر 1990 في برشلونة في إسبانيا.

## روابط خارجية
- باولا ماليا على موقع IMDb (الإنجليزية)
- باولا ماليا على موقع قاعدة بيانات الفيلم (الإنجليزية)